# HiSilicon
HiSilicon (海思S, HǎisīP) è una azienda di semiconduttori fabless cinese con sede a Shenzhen, Cina; è interamente posseduta da Huawei.
HiSilicon ha acquisito licenze da ARM Holdings per almeno i seguenti core: ARM Cortex-A9 MPCore, ARM Cortex-M3, ARM Cortex-A7 MPCore, ARM Cortex-A15 MPCore, ARM Cortex-A53, ARM Cortex-A57 e anche per la GPU Mali-T628 MP4. HiSilicon ha anche acquisito licenze da Vivante Corporation per il loro motore grafico GC4000. Viene ritenuta il più grande progettista di circuiti integrati della Cina. Produce i system-on-a-chip "KIRIN" e "K3".

## Prodotti

### K3V1
| Model Number  | Fab    | CPU             | CPU              | CPU   | CPU       | GPU              | GPU       | Memory Technology | Memory Technology | Memory Technology | GPS | wireless | wireless | wireless | Disponibile da | Dispositivi                                                             |
| Model Number  | Fab    | Instruction set | Microarcitettura | Cores | Frq (MHz) | Microarcitettura | Frq (MHz) | Type              | Bus width (bit)   | Bandwidth (GB/s)  | GPS | Cellular | WLAN     | PAN      | Disponibile da | Dispositivi                                                             |
| ------------- | ------ | --------------- | ---------------- | ----- | --------- | ---------------- | --------- | ----------------- | ----------------- | ----------------- | --- | -------- | -------- | -------- | -------------- | ----------------------------------------------------------------------- |
| K3V1 (Hi3611) | 130 nm | ARMv5           | ARM9E            | 1     | 800       |                  |           |                   |                   |                   |     |          |          |          | 2009           | Babiken Vefone V1, Ciphone 5 (C5), T5355, IHTC HD-2, 5-inch Huawei UMPC |

### K3V2
Il primo prodotto conosciuto di HiSilicon è il K3V2 usato nello smartphone Huawei Ascend D Quad XL (U9510) e nel tablet Huawei MediaPad 10 FHD7. Questo chipset è basato su l'ARM Cortex-A9 MPCore fabbricato a 40 nm ed usa la GPU Vivante GC4000 GPU a 16 core.
Il SoC supporta LPDDR2-1066, ma i prodotti effettivamente realizzati usano invece l'LPDDR-900 per avere un basso consumo di corrente.
| Model Number  | Fab   | CPU             | CPU                                                    | CPU   | CPU       | GPU               | GPU                  | Memory Technology | Memory Technology   | Memory Technology | GPS  | wireless | wireless | wireless | Disponibile da | Dispositivi |
| Model Number  | Fab   | Instruction set | Microarchitecture                                      | Cores | Frq (GHz) | Microarchitecture | Frq (MHz)            | Type              | Bus width (bit)     | Bandwidth (GB/s)  | GPS  | Cellular | WLAN     | PAN      | Disponibile da | Dispositivi |
| ------------- | ----- | --------------- | ------------------------------------------------------ | ----- | --------- | ----------------- | -------------------- | ----------------- | ------------------- | ----------------- | ---- | -------- | -------- | -------- | -------------- | --- |
| K3V2 (Hi3620) | 40 nm | ARMv7           | Cortex-A9 L1: 32 KB instruction + 32 KB data, L2: 1 MB | 4     | 1.5       | Vivante GC4000    | 480 MHz, 30.7 GFLOPS | LPDDR2            | 64-bit dual-channel | 7.2 (up to 8.5)   | N.D. | N.D.     | N.D.     | N.D.     | 2012           | Huawei MediaPad 10 FHD, Huawei Ascend D2 (U9510), Huawei Honor 2 (U9508), Huawei Ascend P6S, Huawei Ascend P2, Huawei Ascend Mate, Lenovo A376, STREAM X (GSL07S)) |

### K3V2E
| Model Number | Fab   | CPU             | CPU                                                    | CPU   | CPU       | GPU               | GPU                  | Memory Technology | Memory Technology   | Memory Technology | Nav  | wireless | wireless | wireless | Sampling Availability | Utilizing Devices |
| Model Number | Fab   | Instruction set | Microarchitecture                                      | Cores | Frq (GHz) | Microarchitecture | Frq (MHz)            | Type              | Bus width (bit)     | Bandwidth (GB/s)  | Nav  | Cellular | WLAN     | PAN      | Sampling Availability | Utilizing Devices |
| ------------ | ----- | --------------- | ------------------------------------------------------ | ----- | --------- | ----------------- | -------------------- | ----------------- | ------------------- | ----------------- | ---- | -------- | -------- | -------- | --------------------- | ----------------- |
| K3V2E        | 40 nm | ARMv7           | Cortex-A9 L1: 32 KB instruction + 32 KB data, L2: 1 MB | 4     | 1.5       | Vivante GC4000    | 480 MHz, 30.7 GFLOPS | LPDDR2            | 64-bit dual-channel | 7.2 (up to 8.5)   | N.D. | N.D.     | N.D.     | N.D.     | 2013                  | Huawei Honor 3    |

### KIRIN 620
• supporta - USB2 / 13MP / Codifica video 1080P
| Model Number | Fab   | CPU             | CPU               | CPU   | CPU           | GPU               | GPU       | Memory Technology | Memory Technology   | Memory Technology | Nav  | wireless                        | wireless | wireless | Sampling Availability | Utilizing Devices                          |
| Model Number | Fab   | Instruction set | Microarchitecture | Cores | Frq (GHz)     | Microarchitecture | Frq (MHz) | Type              | Bus width (bit)     | Bandwidth (GB/s)  | Nav  | Cellular                        | WLAN     | PAN      | Sampling Availability | Utilizing Devices                          |
| ------------ | ----- | --------------- | ----------------- | ----- | ------------- | ----------------- | --------- | ----------------- | ------------------- | ----------------- | ---- | ------------------------------- | -------- | -------- | --------------------- | ------------------------------------------ |
| KIRIN 620    | 28 nm | ARMv8-A         | Cortex-A53        | 8     | 1.2 GHz (A53) | Mali-450 MP4      | 700 MHz   | LPDDR3 ( MHz)     | 64-bit dual-channel | 12.8              | N.D. | DUAL SIM LTE Cat.4 (150 Mbit/s) | N.D.     | N.D.     | Q1 2015               | Huawei P8 Lite, Huawei X4, Huawei Honor 4C |

### KIRIN 910
| Model Number | Fab       | CPU             | CPU               | CPU   | CPU       | GPU               | GPU       | Memory Technology | Memory Technology     | Memory Technology | Nav  | wireless  | wireless | wireless | Sampling Availability | Utilizing Devices                                                                                  |
| Model Number | Fab       | Instruction set | Microarchitecture | Cores | Frq (GHz) | Microarchitecture | Frq (MHz) | Type              | Bus width (bit)       | Bandwidth (GB/s)  | Nav  | Cellular  | WLAN     | PAN      | Sampling Availability | Utilizing Devices                                                                                  |
| ------------ | --------- | --------------- | ----------------- | ----- | --------- | ----------------- | --------- | ----------------- | --------------------- | ----------------- | ---- | --------- | -------- | -------- | --------------------- | -------------------------------------------------------------------------------------------------- |
| KIRIN 910    | 28 nm HPM | ARMv7           | Cortex-A9         | 4     | 1.6       | ARM Mali-450 MP4  | 533 MHz   | LPDDR3            | 32-bit single-channel | 6.4               | N.D. | LTE Cat.4 | N.D.     | N.D.     | H1 2014               | HP Slate 7 VoiceTab Ultra, Huawei MediaPad X1, Huawei P6 S, Huawei MediaPad M1, Huawei Honor 3C 4G |
| KIRIN 910T   | 28 nm HPM | ARMv7           | Cortex-A9         | 4     | 1.8       | ARM Mali-450 MP4  | 700 MHz   | LPDDR3            | 32-bit single-channel | 6.4               | N.D. | LTE Cat.4 | N.D.     | N.D.     | H1 2014               | Huawei Ascend P7                                                                                   |

### KIRIN 920
• Il SoC KIRIN 920 contiene anche un processore di immagini che supporta fino a 32 Megapixel
| Model Number | Fab       | CPU             | CPU                             | CPU   | CPU                        | GPU               | GPU       | Memory Technology | Memory Technology   | Memory Technology | Nav  | wireless               | wireless | wireless | Sampling Availability | Utilizing Devices                        |
| Model Number | Fab       | Instruction set | Microarchitecture               | Cores | Frq (GHz)                  | Microarchitecture | Frq (MHz) | Type              | Bus width (bit)     | Bandwidth (GB/s)  | Nav  | Cellular               | WLAN     | PAN      | Sampling Availability | Utilizing Devices                        |
| ------------ | --------- | --------------- | ------------------------------- | ----- | -------------------------- | ----------------- | --------- | ----------------- | ------------------- | ----------------- | ---- | ---------------------- | -------- | -------- | --------------------- | ---------------------------------------- |
| KIRIN 920    | 28 nm HPM | ARMv7           | Cortex-A15 Cortex-A7 big.LITTLE | 4+4   | 1.7 GHz (A15) 1.3 GHz (A7) | Mali-T624 MP4     | 600 MHz   | LPDDR3 (1600 MHz) | 32-bit dual-channel | 12.8              | N.D. | LTE Cat.6 (300 Mbit/s) | N.D.     | N.D.     | H2 2014               | Huawei Honor 6                           |
| KIRIN 925    | 28 nm HPM | ARMv7           | Cortex-A15 Cortex-A7 big.LITTLE | 4+4   | 1.8 GHz (A15) 1.3 GHz (A7) | Mali-T628 MP4     |           | LPDDR3 (1600 MHz) | 32-bit dual-channel | 12.8              | N.D. | LTE Cat.6 (300 Mbit/s) | N.D.     | N.D.     | Q3 2014               | Huawei Ascend Mate7, Huawei Honor 6 Plus |

### KIRIN 930
• supporta - SD 3.0 (UHS-I) / eMMC 4.51 / Dual-Band a/b/g/n WI_FI / BT 4.0 Low Energy / USB2 / 32MP ISP / Codifica video 1080P
| Model Number | Fab       | CPU             | CPU                               | CPU   | CPU                          | GPU               | GPU       | Memory Technology | Memory Technology   | Memory Technology | Nav  | wireless                                        | wireless | wireless | Sampling Availability | Utilizing Devices                            |
| Model Number | Fab       | Instruction set | Microarchitecture                 | Cores | Frq (GHz)                    | Microarchitecture | Frq (MHz) | Type              | Bus width (bit)     | Bandwidth (GB/s)  | Nav  | Cellular                                        | WLAN     | PAN      | Sampling Availability | Utilizing Devices                            |
| ------------ | --------- | --------------- | --------------------------------- | ----- | ---------------------------- | ----------------- | --------- | ----------------- | ------------------- | ----------------- | ---- | ----------------------------------------------- | -------- | -------- | --------------------- | -------------------------------------------- |
| KIRIN 930    | 28 nm HPM | ARMv8-A         | Cortex-A53e Cortex-A53 big.LITTLE | 4+4   | 2.0 GHz (A53e) 1.5 GHz (A53) | Mali-T628 MP4     |           | LPDDR3 (1600 MHz) | 64-bit dual-channel | 12.8              | N.D. | DUAL SIM LTE Cat.6 (DL:300 Mbit/s UP:50 Mbit/s) | N.D.     | N.D.     | Q1 2015               | Huawei MediaPad X2, Huawei P8                |
| KIRIN 935    | 28 nm HPM | ARMv8-A         | Cortex-A53e Cortex-A53 big.LITTLE | 4+4   | 2.2 GHz (A53e) 1.5 GHz (A53) | Mali-T628 MP4     |           | LPDDR3 (1600 MHz) | 64-bit dual-channel | 12.8              | N.D. | DUAL SIM LTE Cat.6 (DL:300 Mbit/s UP:50 Mbit/s) | N.D.     | N.D.     | Q1 2015               | Huawei Honor 7, Huawei P8 MAX, Huawei Mate S |

### KIRIN 940
• supporta - SD 4.1 (UHS-I) / eMMC 5.1 / MU-MIMO ac WI_FI / BT 4.2 Smart / USB3.0 / 32MP ISP / Codifica video 4K
| Model Number | Fab               | CPU             | CPU                              | CPU   | CPU                         | GPU               | GPU       | Memory Technology | Memory Technology   | Memory Technology | Nav  | wireless                                         | wireless | wireless | Sampling Availability | Utilizing Devices |
| Model Number | Fab               | Instruction set | Microarchitecture                | Cores | Frq (GHz)                   | Microarchitecture | Frq (MHz) | Type              | Bus width (bit)     | Bandwidth (GB/s)  | Nav  | Cellular                                         | WLAN     | PAN      | Sampling Availability | Utilizing Devices |
| ------------ | ----------------- | --------------- | -------------------------------- | ----- | --------------------------- | ----------------- | --------- | ----------------- | ------------------- | ----------------- | ---- | ------------------------------------------------ | -------- | -------- | --------------------- | ----------------- |
| KIRIN 940    | 16 nm FinFET Plus | ARMv8-A         | Cortex-A72 Cortex-A53 big.LITTLE | 4+4   | 2.2 GHz (A72) 1.5 GHz (A53) | Mali-T860         |           | LPDDR4            | 64-bit dual-channel | 12.8              | N.D. | DUAL SIM LTE Cat.7 (DL:300 Mbit/s UP:100 Mbit/s) | N.D.     | N.D.     | Q3 2015               |                   |

### KIRIN 950
• supporta: - SD 4.1 (UHS-II) / UFS 2.0 / eMMC 5.1 / MU-MIMO 802.11ac Wi-Fi / Bluetooth 4.2 Smart / USB 3.0 / NFS / Dual ISP (42 MP) / Codifica video 10-bit 4K nativa / coprocessore i5 / Tensilica HiFi 4 DSP
| Modello   | Fab               | CPU             | CPU                              | CPU  | CPU                                 | GPU               | GPU                  | Tecnologia memoria         | Tecnologia memoria  | Tecnologia memoria | Nav  | wireless                                          | wireless | wireless | Disponibile da | Dispositivi                                                  |
| Modello   | Fab               | Instruction set | Microarchitettura                | Core | Frq (GHz)                           | Microarchitettura | Frq (MHz)            | Tipo                       | Larghezza Bus (bit) | Banda (GB/s)       | Nav  | Reti cellulare                                    | WLAN     | PAN      | Disponibile da | Dispositivi                                                  |
| --------- | ----------------- | --------------- | -------------------------------- | ---- | ----------------------------------- | ----------------- | -------------------- | -------------------------- | ------------------- | ------------------ | ---- | ------------------------------------------------- | -------- | -------- | -------------- | ------------------------------------------------------------ |
| KIRIN 950 | 16 nm FinFET Plus | ARMv8-A         | Cortex-A72 Cortex-A53 big.LITTLE | 4+4  | 2.3 GHz (A72) 1.8 GHz (A53)         | Mali-T880 MP4     | 900 MHz(122.4GFlops) | LPDDR4                     | 64-bit dual-channel | 25.6GB/s           | N.D. | DUAL SIM LTE Cat.10 (DL:450 Mbit/s UP:100 Mbit/s) | N.D.     | N.D.     | Q4 2015        | Huawei Mate 8, Honor 8, Honor V8 (KNT-AL10, KNT-TL10)        |
| Kirin 955 | 16 nm FinFET Plus | ARMv8-A         | Cortex-A72 Cortex-A53 big.LITTLE | 4+4  | 2.5 GHz (4 x A72) 1.8 GHz (4 x A53) | Mali-T880 MP4     | 900 MHz(122.4GFlops) | LPDDR3(3 GB) LPDDR4 (4 GB) | 64-bit dual-channel | 25.6 GB/s          | N.D. | Dual SIM LTE Cat.6                                | N.D.     | N.D.     | Q2 2016        | Huawei P9, Huawei P9 Plus, Honor V8 (KNT-AL20), Honor Note 8 |

### Kirin 960
- Interconnect: ARM CCI-550, Storage: UFS 2.1, eMMC 5.1

| Modello   | Fab            | CPU             | CPU                              | CPU  | CPU                     | GPU               | GPU                  | Tecnologia memoria | Tecnologia memoria            | Tecnologia memoria | Nav  | wireless                                | wireless | wireless | Disponibile da | Dispositivi |
| Modello   | Fab            | Instruction set | Microarchitettura                | Core | Frq (GHz)               | Microarchitettura | Frq (MHz)            | Tipo               | Larghezza Bus (bit)           | Banda (GB/s)       | Nav  | Reti cellulare                          | WLAN     | PAN      | Disponibile da | Dispositivi |
| --------- | -------------- | --------------- | -------------------------------- | ---- | ----------------------- | ----------------- | -------------------- | ------------------ | ----------------------------- | ------------------ | ---- | --------------------------------------- | -------- | -------- | -------------- | --- |
| Kirin 960 | TSMC 16 nm FFC | ARMv8-A         | Cortex-A73 Cortex-A53 big.LITTLE | 4+4  | 2.362 (A73) 1.844 (A53) | Mali-G71 MP8      | 1037 MHz (282GFlops) | LPDDR4-1800        | 64-bit(2x32-bit) Dual-channel | 29.8               | N.D. | Dual SIM LTE Cat.12 LTE 4x CA, 4x4 MIMO | N.D.     | N.D.     | Q4 2016        | Huawei Mate 9, Huawei Mate 9 Porsche Design, Huawei Mate 9 Pro, Honor V9, Huawei P10, Huawei P10 Plus, Honor 8 pro, Honor 9 |

## Piattaforme similari
- A-Serie di Allwinner
- Apple Silicon di Apple
- Atom di Intel
- i.MX di Freescale
- MT di MediaTek
- NovaThor di ST-Ericsson
- OMAP di Texas Instruments
- RK di Rockchip
- R-Car di Renesas
- Snapdragon di Qualcomm
- Tegra di Nvidia